# Isanthrene monticola
Isanthrene monticola är en fjärilsart som beskrevs av William Schaus 1911. Isanthrene monticola ingår i släktet Isanthrene och familjen björnspinnare. Inga underarter finns listade i Catalogue of Life.